# Liste der Biografien/Def
Liste der Biografien |
Portal Biografien |
Personensuche
# |
A |
B |
C |
D |
E |
F |
G |
H |
I |
J |
K |
L |
M |
N |
O |
P |
Q |
R |
S |
T |
U |
V |
W |
X |
Y |
Z |
?
 
Da |
Db |
Dc |
Dd |
De |
Dg |
Dh |
Di |
Dj |
Dk |
Dl |
Dm |
Dn |
Do |
Dq |
Dr |
Ds |
Du |
Dv |
Dw |
Dy |
Dz
 
De A |
De B |
De C |
De D |
De E |
De F |
De G |
De H |
De J |
De K |
De L |
De M |
De N |
De P |
De Q |
De R |
De S |
De T |
De V |
De W |
De Y |
De Z 

Dea |
Deb |
Dec |
Ded |
Dee |
Def |
Deg |
Deh |
Dei |
Dej |
Dek |
Del |
Dem |
Den |
Deo |
Dep |
Deq |
Der |
Des |
Det |
Deu |
Dev |
Dew |
Dex |
Dey |
Dez
Die Liste der Biografien führt alle Personen auf, die in der deutschsprachigen Wikipedia einen Artikel haben. Dieses ist eine Teilliste mit 133 Einträgen von Personen, deren Namen mit den Buchstaben „Def“ beginnt.

## Def
- Def Cut (* 1977), Schweizer DJ und Musikproduzent
- Def Ill (* 1989), österreichischer Rapper und Musikproduzent
- Def, Ms, österreichische Rapperin

### Defa
- Defa, Dustin Guy (* 1978), US-amerikanischer Filmschauspieler, Filmregisseur und Filmeditor
- Defacq, Eddie (1933–2013), belgischer Jazzmusik und Chansonsänger
- Defago, Alfred (* 1942), Schweizer Historiker und Diplomat
- Défago, Daniel (* 1980), Schweizer Skirennläufer
- Défago, Didier (* 1977), Schweizer Skirennfahrer
- Défago, Geneviève (* 1942), Schweizer Botanikerin
- DeFalco, Jenna (* 2002), US-amerikanische Tennisspielerin
- DeFalco, Tom (* 1950), US-amerikanischer Comiczeichner und Chefredakteur
- Defant, Aaron (* 1983), deutscher Schauspieler
- Defant, Albert (1884–1974), österreichischer Meteorologe und Ozeanograph
- Defant, Anna Sofia (* 1991), österreichische Jazz- und Improvisationsmusikerin (Piano, Komposition) und Ärztin
- Defant, Friedrich (1914–1990), österreichischer Meteorologe
- Defant, Wolfgang (* 1957), österreichischer, in Kiel lebender Maler und Grafiker
- Defar, Meseret (* 1983), äthiopische Langstreckenläuferin und Olympiasiegerin
- Defari, US-amerikanischer Rap-Künstler
- Defaud, Coline, französische Kinderdarstellerin
- Defauw, Rita (* 1963), belgische Ruderin
- Defaux, Gérard (1937–2004), US-amerikanischer Romanist und Literaturwissenschaftler französischer Herkunft
- Defay, Johanne (* 1993), französische Surferin
- Defaye, Jean-Michel (1932–2025), französischer Filmkomponist
- DeFazio, Peter (* 1947), US-amerikanischer Politiker der Demokratischen Partei

### Defe
- Defederico, Matías (* 1991), argentinischer Fußballspieler
- DeFeis, David (* 1962), amerikanischer Musiker, Sänger der Band Virgin Steele
- DeFeis, Doreen, US-amerikanische Opernsängerin (Sopran)
- DeFelice, Garth, US-amerikanischer Schiedsrichter im American Football
- Defendens, Märtyrer und Heiliger der katholischen Kirche
- Defendi, Tommy (* 1989), amerikanischer Schwulen-Pornodarsteller
- Defensor Santiago, Miriam (1945–2016), philippinische Politikerin, Rechtsanwältin und Richterin
- DeFeo, Jay (1929–1989), US-amerikanische Malerin, Fotografin, Bildhauerin und Hochschullehrerin
- DeFeo, Ronald (1951–2021), US-amerikanischer MörderRonald DeFeo (1951–2021)

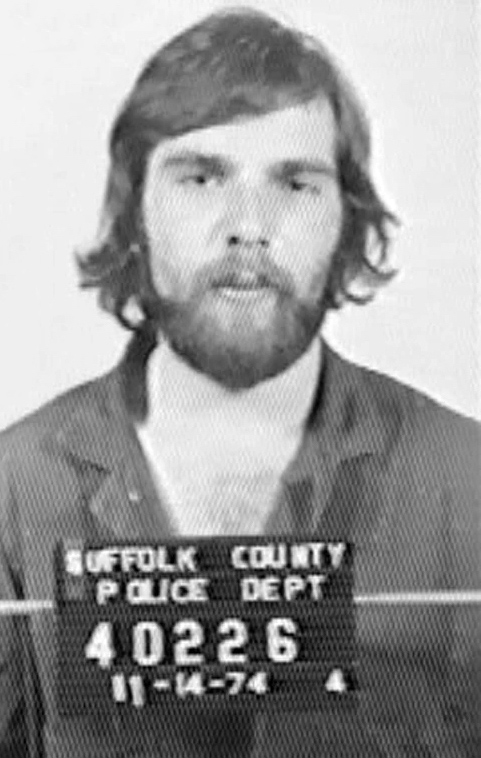
Ronald DeFeo (1951–2021)

- DeFer, Kaylee (* 1986), US-amerikanische Schauspielerin
- Deferm, Fernand (* 1940), belgischer Radrennfahrer
- Deferr, Gervasio (* 1980), spanischer Turner
- Deferrari, Danny (* 1982), US-amerikanischer Schauspieler
- Defert, Daniel (1937–2023), französischer Soziologe und AIDS-Aktivist
- Defert, J., französischer Tennisspieler
- Defet, Hansfried (1926–2016), deutscher Unternehmer, Kunsthändler, Kunstsammler, Kunstmäzen
- Defet, Marianne (1926–2008), deutsche Kunstmäzenin

### Deff
- Deffaa, Walter (* 1951), deutscher EU-Beamter
- Deffaugt, Jean (1896–1970), französischer Lokalpolitiker
- Defferary, John (* 1941), britischer Jazz-Klarinettist
- Defferre, Gaston (1910–1986), französischer Politiker (SFIO, PS), Mitglied der NationalversammlungGaston Defferre (1910–1986)

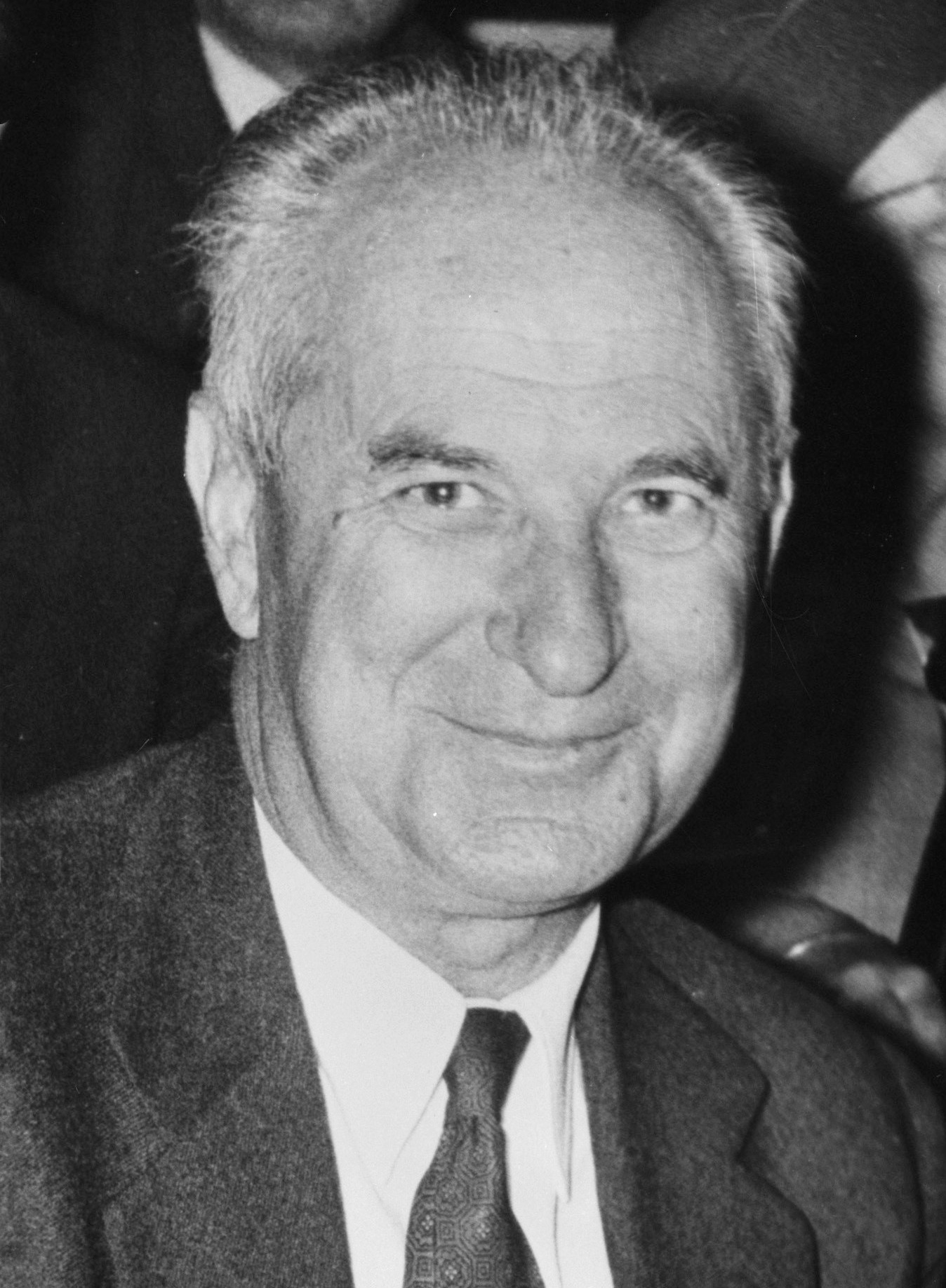
Gaston Defferre (1910–1986)

- Deffert, Michael (1968–2021), deutscher Schauspieler und Synchronsprecher
- Deffès, Louis (1819–1900), französischer Komponist und Musikpädagoge
- Deffke, René (* 1966), deutscher Fußballspieler
- Deffke, Wilhelm (1887–1950), deutscher Gebrauchsgrafiker und Werbekünstler
- Deffner, Aurelie (1881–1959), bayerische Politikerin (SPD)
- Deffner, Bernd, deutscher Tischtennisspieler
- Deffner, Carl (1789–1846), deutscher Unternehmer und Politiker
- Deffner, Carl Ludwig (1817–1877), württembergischer Unternehmer, Politiker, Geologe und Mineraloge
- Deffner, Dietmar (* 1966), deutscher Moderator und Journalist
- Deffner, Georg (1910–1987), deutscher KZ-Lagerleiter, SS-Hauptscharführer
- Deffner, Jakob (1929–2020), deutscher Politiker (SPD), MdL
- Deffner, Michael (1848–1934), deutscher Klassischer Philologe und Sprachwissenschaftler
- Deffner, Thomas (* 1966), deutscher Kommunalpolitiker in der CSU
- Deffontaines, Guillaume (* 1968), französischer Kameramann
- Defforey, Denis (1925–2006), französischer Unternehmer

### Defi
- Defiagbon, David (1970–2018), nigerianischer Schwergewichtsboxer
- DeFilippi, Giovanni Battista (* 1940), italienischer Priester, Richter der Römischen Rota
- Defilippis Novoa, Francisco (1889–1930), argentinischer Schriftsteller
- Defilippis, Nino (1932–2010), italienischer Radrennfahrer
- DeFilippis, Nunzio (* 1970), US-amerikanischer Autor von Comics und Fernsehsendungen
- Definition, Schweizer Musikproduzent
- DeFino, Anthony (1936–1996), US-amerikanischer Politiker

### Defk
- Defkhan (* 1982), deutsch-türkischer Rapper

### Defl
- Deflandre, Clément (* 1997), belgischer Leichtathlet
- Deflandre, Éric (* 1973), belgischer Fußballspieler
- Deflandre, Georges (1897–1973), französischer Paläontologe
- Deflers, Isabelle (* 1972), deutsche Historikerin
- Deflesselles, Bernard (* 1953), französischer Politiker, Mitglied der Nationalversammlung
- Defline, André (1876–1945), französischer Bergwerksingenieur
- Deflo, Luc (1958–2018), belgisch-flandrischer Kriminalschriftsteller
- Deflorian, Federico (1921–2003), italienischer Skilangläufer
- Deflorian, Giulio (1936–2010), italienischer Skilangläufer
- Deflorian, Mirko (* 1980), italienischer und moldauischer Skirennläufer
- Deflorin, Simona (* 1965), Schweizer Malerin

### Defn
- Defner, Adalbert (1884–1969), österreichischer Landschaftsfotograf

### Defo
- Defoe, Daniel († 1731), englischer Schriftsteller und JournalistDaniel Defoe († 1731)

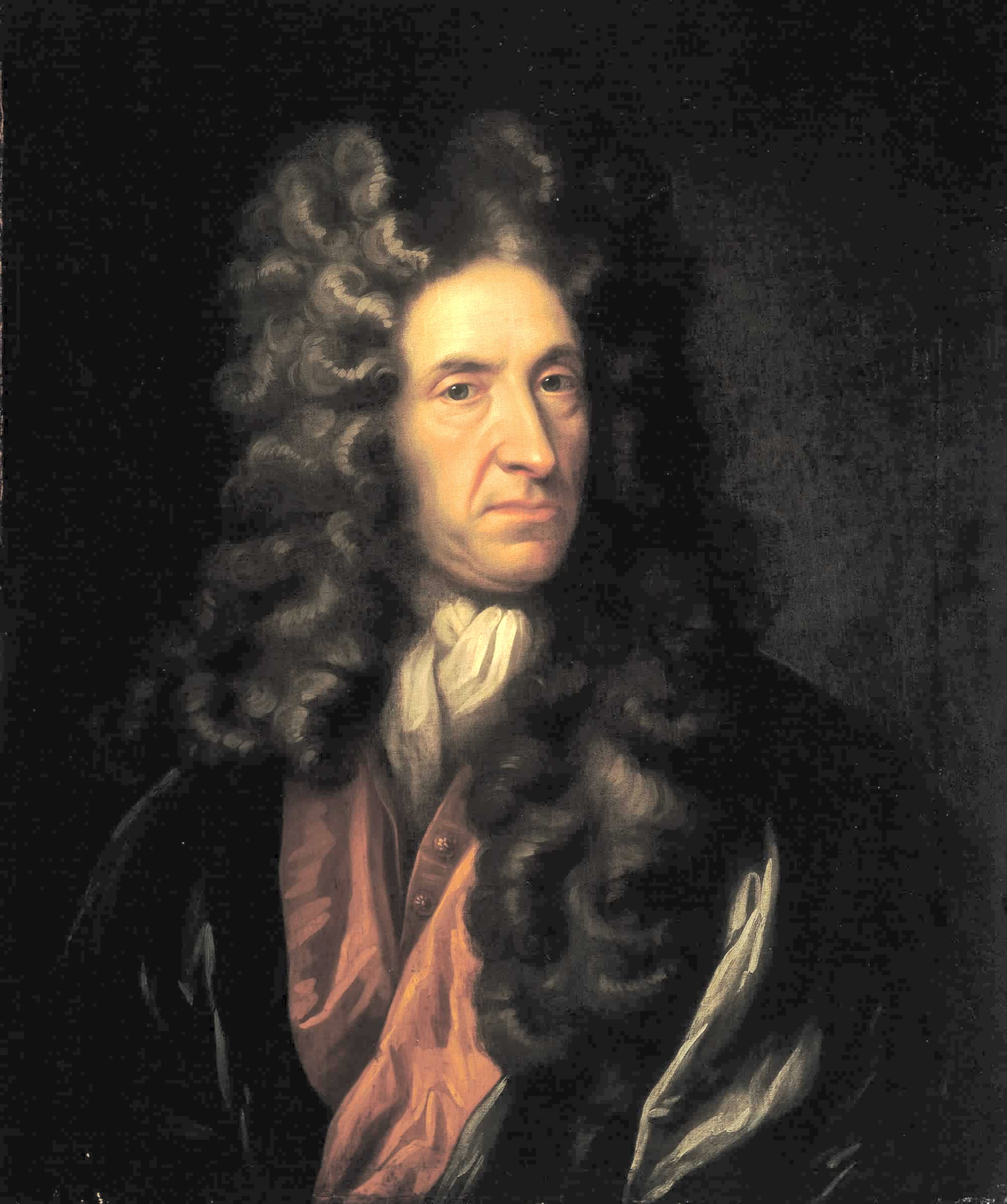
Daniel Defoe († 1731)

- Defoe, Gideon (* 1975), britischer Schriftsteller und Drehbuchautor
- Defoe, Jermain (* 1982), englischer Fußballspieler
- Defois, Gérard (* 1931), französischer katholischer Theologe und Bischof
- Defonseca, Misha (* 1937), belgische Schriftstellerin
- Defontenay, Charlemagne Ischir (1819–1856), französischer Arzt und Schriftsteller
- Defoort, André (1914–1972), belgischer Radrennfahrer
- Defoort, Bart (* 1964), belgischer Jazzmusiker
- Defoort, Eric (1943–2016), belgischer flämischer Politiker
- Defoort, Kris (* 1959), belgischer Pianist und Komponist
- DeFore, Don (1913–1993), US-amerikanischer Film- und Theaterschauspieler
- deForest Bayly, Benjamin (1903–1994), kanadischer Ingenieur
- Deforge, André (1914–1996), französischer Radrennfahrer
- DeForge, Anna (* 1976), US-amerikanische Basketballspielerin
- Deforges, Régine (1935–2014), französische Schriftstellerin und Verlegerin
- Deforth, Miriam (* 1974), deutsche Moderatorin
- Défossé, Robert (1909–1973), französischer Fußballtorhüter
- Defossez, René (1905–1988), belgischer Komponist und Dirigent
- Defour, Steven (* 1988), belgischer Fußballtrainer, ehemaliger Spieler

### Defr
- Defraeye, Odiel (1888–1965), belgischer Radrennfahrer
- Defraigne, Jean (1929–2016), belgischer Politiker (PRL), MdEP
- Defraigne, Yves (* 1965), belgischer Basketballtrainer
- Defrance, Corine (* 1966), französische Historikerin
- Defrance, Hélène (* 1986), französische Seglerin
- Defrance, Jacques Louis Marin (1758–1850), französischer Geschäftsmann, Zoologe, Botaniker und Paläontologe
- Defrance, Jules, belgischer Radrennfahrer
- Defrance, Léonard (1735–1805), wallonischer Maler
- DeFrancesco, Devlin (* 2000), kanadisch-italienischer Automobilrennfahrer
- DeFrancesco, Joey (1971–2022), US-amerikanischer JazzorganistJoey DeFrancesco (1971–2022)

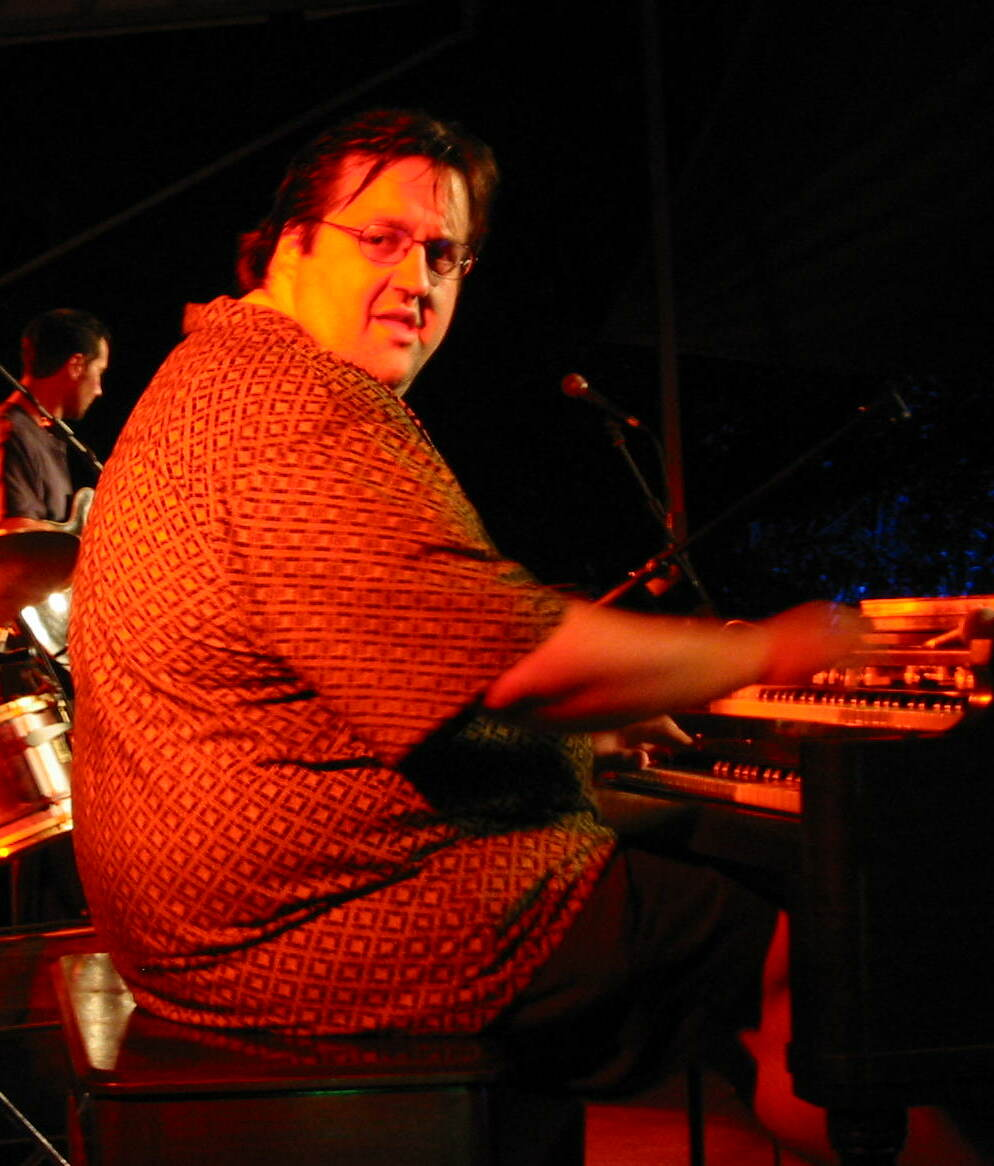
Joey DeFrancesco (1971–2022)

- DeFrancesco, John (1940–2024), US-amerikanischer Jazzmusiker (Orgel)
- DeFrancis, John (1911–2009), US-amerikanischer zeitgenössischer Sinologe
- DeFrancisco, Joseph E. (* 1942), US-amerikanischer Offizier, Generalleutnant der US-Army
- DeFranco, Buddy (1923–2014), US-amerikanischer Jazzklarinettist
- DeFranco, Philip (* 1985), US-amerikanischer Videokünstler
- Defrank, Rolf (1926–2012), deutscher Schauspieler, Autor
- DeFrantz, Anita (* 1952), US-amerikanische Ruderin und Sportfunktionärin
- Defraoui, Chérif (1932–1994), Schweizer Künstler
- Defraoui, Silvie (* 1935), Schweizer Künstlerin
- Defrasne, Vincent (* 1977), französischer Biathlet
- Defrees, Joseph H. (1812–1885), US-amerikanischer Politiker
- Defregger, Franz (1835–1921), österreichisch-bayerischer Genre- und HistorienmalerFranz Defregger (1835–1921)

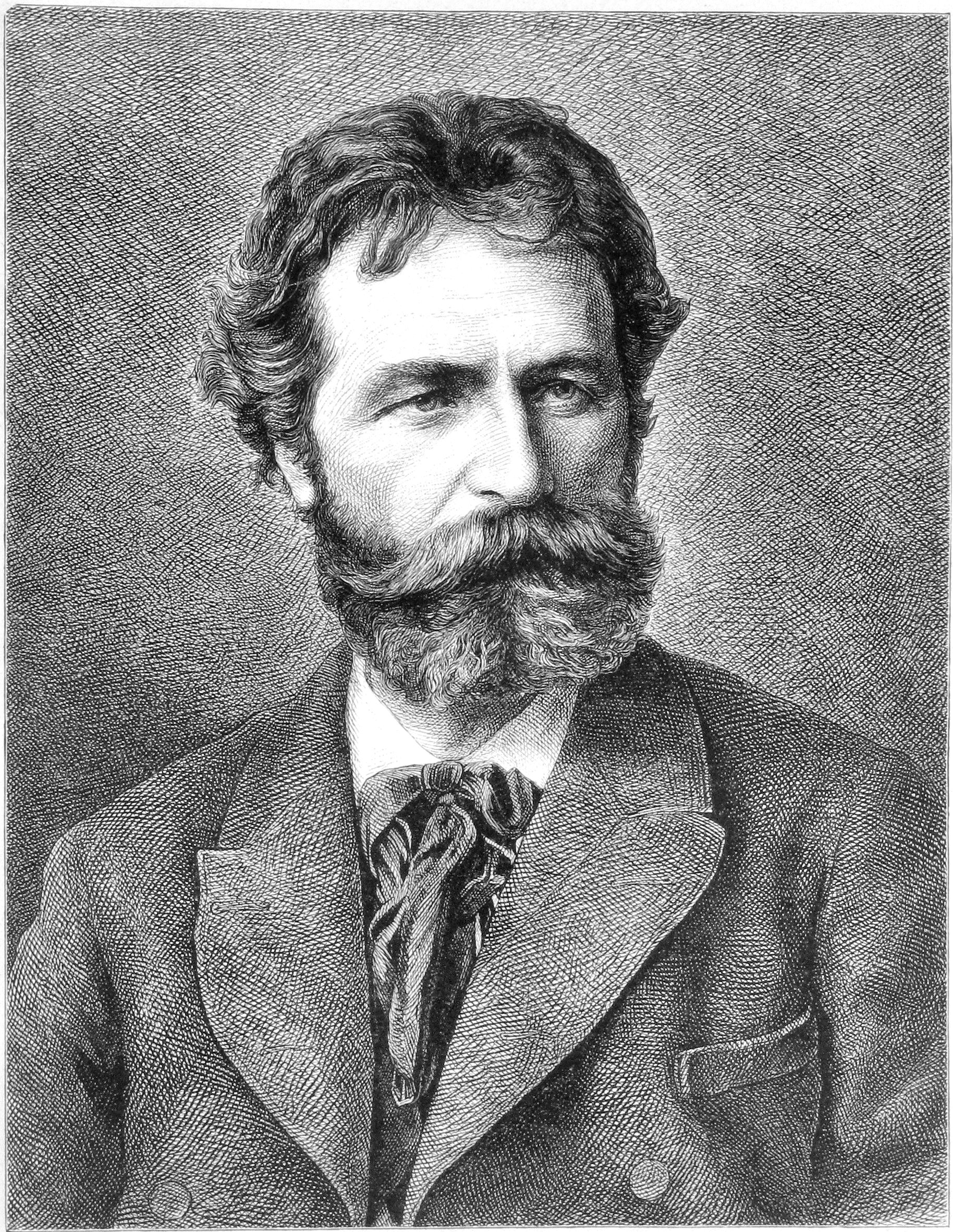
Franz Defregger (1835–1921)

- Defregger, Franz (1906–1950), deutscher Architekt und Baubeamter der Postbauschule
- Defregger, Matthias (1915–1995), deutscher römisch-katholischer Weihbischof im Erzbistum München und Freising
- Defregger, Sebastian (1784–1853), österreichischer Maler, Bildhauer und Graveur; Bürgermeister von Kufstein
- Defreitas, Beyonce (* 2001), britische Sprinterin der Britischen Jungferninseln
- Defreitas, Donnie (* 1985), vincentischer Schwimmer
- Defrel, Grégoire (* 1991), französischer Fußballspieler
- Defrémery, Charles (1822–1883), französischer Orientalist und Hochschullehrer
- Defrenne, Madeleine (1916–2008), belgische Romanistin und Literaturwissenschaftlerin
- Defries, Colin (* 1884), britischer Flugpionier
- Defries, David (* 1952), britischer Jazz-Trompeter und Hornist
- DeFries, John C. (* 1934), US-amerikanischer Psychologe und Genetiker

### Defu
- Defurne, Bavo (* 1971), belgischer Filmregisseur